# قرار مجلس الأمن التابع للأمم المتحدة رقم 882
قرار مجلس الأمن التابع للأمم المتحدة رقم 882، المتخذ بالإجماع في 5 تشرين الثاني / نوفمبر 1993، بعد إعادة التأكيد على القرار 782 (1992) والقرارات اللاحقة بشأن موزمبيق، أشار المجلس إلى، بالإضافة إلى التطورات الإيجابية في البلد، أن بعض جوانب اتفاقات روما العامة للسلام لم تنفذ.
وحث المجلس حكومة موزمبيق والمقاومة الوطنية الموزمبيقية على التنفيذ الكامل لاتفاقات السلام، مؤكداً أنها ستسهم في السلام والاستقرار في المنطقة. والمحادثات غير المباشرة التي أجراها رئيسا الطرفين أرضت المجلس. وتم الترحيب بجهود الأمين العام بطرس بطرس غالي وممثله الخاص وأفراد عملية الأمم المتحدة في موزمبيق. وفي الوقت نفسه، تسببت التأخيرات في تنفيذ الاتفاقات في إثارة القلق وأكد أن المحاولات لكسب المزيد من الوقت أو المزيد من التنازلات من قبل أي من الطرفين غير مقبولية.
وأوليت الأهمية للانتخابات التي كان من المقرر إجراؤها بحلول تشرين الأول / أكتوبر 1994، ورحب بموافقة الأحزاب الموزمبيقية على الجدول الزمني المعدل لتنفيذ اتفاقات السلام. وحث الأطراف على بدء تجميع القوات في تشرين الثاني / نوفمبر 1993 والشروع في التسريح بحلول كانون الثاني / يناير 1994 بهدف استكمال العملية بحلول أيار / مايو 1994. تشكيل قوات الدفاع الموزمبيقية والتدريب الشامل في نيانجا، زمبابوي لقوات من الحكومة و المقاومة. تمت الموافقة على المبادئ التوجيهية للجنة وقف إطلاق النار التي تنظم حركة القوات بعد توقيع اتفاقية السلام، مما يؤكد الحاجة إلى إنشاء اللجنة الوطنية للإدارة، واللجنة الوطنية لشؤون الشرطة ولجنة الإعلام.
تم تفويض الأمين العام بنشر 128 مراقباً من شرطة الأمم المتحدة المعتمد في القرار 797 (1992) وكان من المهم أن تقوم الأطراف بما يلي:
(أ) الموافقة على قانون الانتخابات وإنشاء مفوضية انتخابات بحلول 30 تشرين الثاني (نوفمبر) 1993؛
(ب) حشد القوات في مناطق التجمع؛
(ج) تسريح نصف القوات بحلول 31 آذار / مارس 1994؛
(د) الاندماج الكامل للقوات بحلول آب / أغسطس 1994.
ومُددت ولاية عملية الأمم المتحدة في موزمبيق لمدة ستة أشهر أخرى حتى 5 أيار / مايو 1994، مع استعراض الولاية بعد 90 يوماً على أساس تقرير من الأمين العام يحل موعد تقديمه بحلول 31 كانون الثاني / يناير 1994 وكل ثلاثة أشهر بعد ذلك، بشأن التطورات في عملية السلام. وأخيراً، تم حث المجتمع الدولي على تقديم المساعدة المناسبة والفورية لتنفيذ البرنامج الإنساني المنصوص عليه في اتفاقات السلام. وحث الأطراف على عدم عرقلة هذه العملية وحث على التعاون مع مفوضية الأمم المتحدة لشؤون اللاجئين وإعادة توطين اللاجئين والمشردين.

## روابط خارجية
- نص القرار في undocs.org